# Fondazione Tettamanti
La Fondazione Matilde Tettamanti Menotti De Marchi è un ente privato senza fini di lucro, fondato a Monza nel 1985 grazie al lascito testamentario di Rita Minola Fusco, in memoria dei genitori Matilde Tettamanti e Menotti De Marchi.
La fondazione è dedicata allo studio e alla cura della leucemia e delle malattie emato-oncologiche pediatriche, promuovendo un modello integrato di assistenza, ricerca e formazione.

## Storia
La fondazione è stata costituita nel 1985 e ha ottenuto il riconoscimento come ente morale nel 1987, con l'obiettivo di sostenere la ricerca scientifica e la cura delle leucemie e delle malattie emato-oncologiche pediatriche, affiancando la Clinica Pediatrica dell'Ospedale San Gerardo di Monza.
Nel 1994, in collaborazione con l'allora Comitato Maria Letizia Verga, oggi Fondazione, è stato inaugurato il Centro di Ricerca Tettamanti, il primo in Italia a operare in modo integrato con una struttura di cura, specializzato nello studio delle leucemie ed emopatie infantili. Successivamente, nel 1998, è stato istituito il Centro Operativo di Ricerca Statistica (CORS), e nel 2003 è stato inaugurato il Laboratorio Stefano Verri per la terapia cellulare e genica, dedicato al giovane Stefano dopo la sua scomparsa a causa di un tumore.
Dal 2007, la fondazione è riconosciuta come ONLUS, e nel 2009 ha ottenuto la certificazione UNI EN ISO 9001:2008 per il laboratorio di diagnostica emato-oncologica.
Nel 2023, la Fondazione Tettamanti ha ricevuto un finanziamento di 5 milioni di euro da Regione Lombardia per il "Progetto Rozzano", un'iniziativa di rigenerazione urbana e sanitaria che prevede la realizzazione di un nuovo centro di ricerca e cura per le leucemie pediatriche.
Nello stesso anno, i ricercatori della fondazione hanno condotto uno studio internazionale sulla leucemia linfoblastica acuta nei bambini con sindrome di Down, identificando specifiche caratteristiche genetiche che influenzano l'esito della malattia e aprendo la strada a terapie più mirate e meno tossiche.

## Attività
La Fondazione Tettamanti è impegnata nella ricerca scientifica, nella diagnostica specialistica e nella formazione nel campo delle malattie emato-oncologiche pediatriche. Il Centro di Ricerca Matilde Tettamanti coordina cinque unità di ricerca, con oltre 35 ricercatori e 15 tecnici e biologi, e ha contribuito alla pubblicazione di oltre 600 articoli su riviste scientifiche internazionali.
Le principali aree di ricerca includono la genetica molecolare, la citometria e il cell sorting, l'immunologia e l'immunoterapia. Tra i progetti innovativi, la fondazione ha sviluppato cellule CAR-CIK (Chimeric Antigen Receptor-Cytokine Induced Killer) ingegnerizzate per penetrare più efficacemente nel midollo osseo, mostrando promettenti risultati nel trattamento della leucemia mieloide acuta (LMA).
La fondazione partecipa anche a progetti europei come TRANSCAN-2, dedicati alla quantificazione della malattia minima residua in pazienti pediatrici affetti da leucemia linfoblastica acuta.

## Sede
La sede operativa della Fondazione Tettamanti si trova a Monza, all'interno del Centro Maria Letizia Verga, inaugurato nel 2015. Il centro dispone di un'area di circa 1300 mq, di cui 500 mq dedicati al Laboratorio di Onco-Ematologia M. Tettamanti, accreditato dalla Regione Lombardia come Servizio di Medicina di Laboratorio (SMeL) specializzato in ematologia, emocoagulazione, citogenetica e genetica medica.
La fondazione collabora strettamente con l'Ospedale San Gerardo di Monza e l'Università degli Studi di Milano-Bicocca, integrando attività cliniche, di ricerca e di formazione. Inoltre, è parte integrante della Fondazione Monza e Brianza per il Bambino e la sua Mamma (MBBM), che gestisce i reparti materno-infantili dell'IRCCS monzese.